# Голая Шишка
Голая Шишка — главная вершина хребта Амшар (Челябинская область). Располагается у города Катав-Ивановск.
Развит туризм.

## Этимология
Шишка — народный топоним, встречающийся во многих регионах России и обозначающий горку или вершину горы. Голая — по характерному признаку — отсутствию деревьев.